# Tetsuya Nishiwaki
Tetsuya Nishiwaki (西脇 徹也 Nishiwaki Tetsuya?, nacido el 22 de mayo de 1977 en Chiba) es un exfutbolista japonés. Jugaba de centrocampista y su único club fue el Omiya Ardija de Japón.

## Trayectoria

### Clubes
| Club         | País  | Año         |
| ------------ | ----- | ----------- |
| Omiya Ardija | Japón | 2000 - 2002 |